# Turbicellepora armata
Turbicellepora armata is een mosdiertjessoort uit de familie van de Celleporidae. De wetenschappelijke naam van de soort is voor het eerst geldig gepubliceerd in 1860 door Hincks.